# Hegyközcsatár község
Hegyközcsatár község (románul: Comuna Cetariu) községközpont Nagyvárad vonzáskörzetében, Bihar megyében, Romániában. Beosztott falvak: Hegyköztóttelek, Siter, Sitervölgy. Több településből összevont egység, nem működik minden településen helyi önkormányzat. A községekhez tartozó egyes települések a képviselőik útján vesznek részt a közös községi önkormányzat munkájában.

## Fekvése
Bihar megye északi részén, a magyar határ közelében, Nagyvárad városától 12 km-re fekszik. A község határai dél, délnyugaton Bihar mezővárosa, nyugaton Hegyközkovácsi, északon Szalárd mezővárosa, északon, észak-keleten Alsótótfalu, Szalárdalmás, észak-keleten, keleten Borszeg délen Hegyközújlak és Hegyközpályi határolják.

## Történet
A települések történetét lásd. a Hegyközcsatár, Hegyköztóttelek, Siter, Sitervölgy címszavak alatt.

## Népesség
A 2021-ben tartott népszámlálás adatai szerint a község népessége 2035 fő volt. Ennek 62%-a, vagyis 1258 fő magyar nemzetiségű. 

## Polgármesterek, alpolgármesterek
- Polgármester: Koncsek Vadnai Zita - alpolgármester: Papp György (1992-1996) RMDSZ;
- Polgármester: Papp György - alpolgármester: Mészáros János (1996-2000) RMDSZ;
- Polgármester: Papp György - alpolgármester: Vitályos Barna (2000-2003) RMDSZ;
- Polgármester (kinevezett): Vitályos Barna - alpolgármester: Mészáros János (2003-2004) RMDSZ;
- Polgármester: Vitályos Barna - alpolgármester: Jakab Ernő (2004-2008) RMDSZ;
- Polgármester: Vitályos Barna - alpolgármester: Tóth Gyula (2008-2012) RMDSZ;
- Polgármester: Vitályos Barna - alpolgármester: Tóth Gyula (2012-2016) RMDSZ;
- Polgármester: Bónisz Sándor - alpolgármester: Nagy István Róbert (2016-2020) RMDSZ;
- Polgármester: Bíró Ferenc, Sándor - alpolgármester: Drugas Marius (2020-2024); EMNP-PNL;

## Nevezetességek
- Hegyközcsatár református temploma - 18. századi (egyesek szerint 13. századi).
- Csatári református parókia (alapkőletétel 1777.).

- Hegyközcsatár református templomkertjében felállított emlékmű az árpád-kori település 800-ik éve alkalmából emelve.
- Hegyközcsatár református templomkertjében felállított kopjafa az aradi vértanúk emlékének emelve.

- Hegyközcsatár református templomkertjében felállított „SOLI DEO GLORIA” emlékmű a reformáció 500 éves fennállása alkalmából emelve.

- Hegyközcsatár református templomának déli falán elhelyezett emléktábla báró Wesselényi Pál kuructábornok bujdosók vezérévé történő megválasztása emlékére.

- Hegyközcsatár „Emlékszikla márványtáblával" a helyi kuruc vitézek emlékére állítva a helyiek által az „Énekes-liget” egykori pincesora előtt.

- Hegyközcsatár „Szűz Mária" római katolikus temploma - 1804-1809.

- Hegyközcsatár római katolikus plébánia háza - 1743.

- Tóttelek középkori település és annak településre vezető ősi pincesora.

- Siter református temploma - 13. századi.

- Sitervölgy erődített település.

- Környékbeli erdőség: 1750,7 ha.

- Csatári-tó (korábban Gólyavölgyi tó (ro. Lacul Valea Vițeilor).

- Siteri-tó (korábban Királyvölgyi tó (ro. Lacul Valea Popilor).

## A község neves szülöttei
- Mártonffy István, Sándor (Hegyköztóttelek, 1886. szeptember 25.-) pénzügyminisztériumi számvizsgáló, miniszteri tanácsos, jegyző Budapesten. Későbbi  életútja - 1934 után - ismeretlen;

- Karácsony Imre (Hegyközcsatár, 1899-) uradalmi erdész, főerdész, Vársonkolyos-i bíró, a Székelyhíd-i vadásztársaság egykori elnöke;

- Teres Gyula (Hegyközcsatár, 1925-) Hegyközcsatár-i iskolaigazgató, majd ugyanitt tanácselnöki titkár, később Palotán kendergyári igazgató;

- Szabó József (Hegyközcsatár, 1938-) feltaláló, a hagyományos karburátorkeverési aránytalanság megszüntetésének elvét találta fel, találmányát 1991 június 26-án Magyarországon Szilágyi Elemér (1943-) segítségével szabadalmaztatta;

- Szilágyi Elemér (Hegyközcsatár, 1943-) szabadalmaztató szakember, 1991 június 26-án Szabó József (1938-) a hagyományos karburátorkeverési aránytalanság megszüntetésének elvén alapuló találmányát szabadalmaztatta;
- Szilágyi Károly (Hegyközcsatár, 1943-) Németországban élő világhírű operaénekes (bass-bariton). Szerepei: Verdi: Simon Boccanegra (1997 - Essen); Verdi: Don Carlos (1998 - Essen); Beethoven: Fidelio (1998 - Essen); Verdi: Aida (2000 - Essen); Bizet: Carmen (2001 - Essen); Verdi: Az álarcosbál (2001 - Essen); Luisa Miller koncertelőadás sorozata (2002 - München, Valencia); Puccini: A Nyugat lánya (2006 - Essen); Giuseppe Verdi: Luisa Miller (2006 - Essen, nyári színház); Manon Lescaut: Prévost apát (2006); Donizetti: Lucia di Lammermoor (2006); Puccini: Tosca (2006-2007); Díjak: 1977-ben „Maria Canals” énekverseny győztese volt Barcelonában; 2001. június 10-én „Kammersänger” címet kapott;

- Homonnai Gábor (Hegyköztóttelek, 1949.01.23.-) Romániában, Élesden élő helytörténeti kutató, író, szőlész-borász, Munkái: Az élesdi szőlészet és borászat - Múlt - jelen - jövő (2012), Élesd - Fejezetek a város történetéből (monográfia - 2017), Hegyköztóttelek - Monográfia (2019), Feketeerdő - Monográfia (2022) és számtalan publikáció; Díj: Zsisku János - Bihari Szórvány díj (kapta a magyar szórványközösség megtartásában nyújtott áldozatos munkájáért);

- Orendt Mihály Hegyközcsatár, 1960.06.18.-), Magyarországon, Debrecenben élő Bihar-kutató, író, költő, publicista. Írói neve Csatáry. Munkái: Hegyközcsatár 800 éves (jubileumi kiadvány - 2013), A Hegyközcsatári Református Egyházközség története (egyház-történeti kiadvány - 2013) és számtalan publikáció; Díj: 2013 szeptemberétől Hegyközcsatár díszpolgára;